# Eichgraben (Neckar)
Der Eichgraben ist ein 5 km langer Bach im baden-württembergischen Landkreis Ludwigsburg, der nach etwa westlichen Lauf bei Marbach am Neckar von rechts in den mittleren Neckar mündet.

## Name
Der Name des Baches wurde früher Aichgraben geschrieben.

## Geographie

### Verlauf
Der Lauf des Eichgrabens beginnt einen knappen halben Kilometer nördlich der Ortsgrenze von Affalterbach auf etwa 300 m ü. NHN als in Etappen schnurgerade etwa nach Westen laufender, ansonsten kahler Graben zwischen den Gewannen Mistberg rechts und Rücken links, dem ein in großem Abstand mit Bäumen bepflanzter und ausgebauter Feldweg folgt. Nach Abschnitten zwischen zwei Feldern und einem Grasweg entlang erreicht der Lauf den Rand eines Feldgehölzes neben der im spitzen Winkel sich näherenden, aus Affalterbach kommenden L 1127. An diesem mündet der linksseits am Lembergfuß entstehende Weidwiesengraben und von rechts der Gänsgraben.
Der zuvor nur unbeständig wasserführende Eichgraben hat nunmehr regelmäßiger Durchfluss, unterquert die nach Marbach weiterlaufende Landesstraße und setzt dann seinen Weg nach Westen, in seiner noch wenig eingetieften Talmulde bald und fast bis zum Ende begleitet von einem Weg, in alter Richtung fort. Am aus geraden Stücken zusammengesetzten Lauf zwischen meist Feldern stehen nur sporadisch Bäume oder Baumgruppen.
Nachdem den Bach die K 1695 Marbach-Poppenweiler gequert hat, wendet er sich in seiner dort erst etwa 25 Meter tiefen Talmulde mehr und mehr nach Nordosten. Er passiert den Weinberg Hafneräcker am südexponierten rechten Hang, dem gegenüber zwei Aussiedlerhöfe stehen. An einigen Gartengrundstücken unter dem Weinberghang setzt in der Mulde ein Auwald ein, dann läuft auf etwa 230 m ü. NHN von rechts ein kurzer Bach entlang der den neueren Marbacher Stadtteil Hörnle erschließenden Dreibronnenstraße (K 1601) aus einer rechten Seitenmulde zu.
Jenseits tritt der Eichgraben in seine nur etwa einen Kilometer lange Unterlaufklinge ein, die das Hörnle links von neuerer Besiedlung des zentralen Marbach um die Schillerhöhe trennt. Eine alte Steinbrücke auf dem Talgrund und ein moderner Steg über den Taleinschnitt hinweg queren bald darauf den Bach. In der Klinge fällt er in seinem zwei bis vier Meter breitem Bett über Felsstufen ins Flusstal hinab; an den Hängen steht teils naturnaher Klingenwald. In der unteren Klinge zieht sich dann rechts die einzige und namengebende Siedlungsstraße des Marbacher Weilers Eichgraben bis auf den Grund des Flusstales hinab. An dessen Rand unterquert der Bach die rechts dem Fluss folgende L 1100, läuft danach noch etwa 50 Meter unterirdisch unter einem Gewerbegrundstück und mündet dann auf etwa 190 m ü. NHN von rechts und Südosten in den mittleren Neckar.
Der Eichgraben mündet nach einem etwa 5,4 km langen Lauf mit mittleren Sohlgefälle von rund 20 ‰ etwa 110 Höhenmeter unter seinem Grabenanfang bei Affalterbach. Vom Gesamtgefälle entfallen etwa 40 Höhenmeter auf die letzten etwa 1,1 km in der Unterlaufklinge, in welcher der Bach also mehr als doppelt so steil abfällt wie auf der Hochebene zuvor.

### Einzugsgebiet
Das Einzugsgebiet des Eichgrabens ist 10,2 km² groß und liegt mit seinem überwiegenden Teil in der Inneren Backnanger Bucht, mit seinem westlichsten Teil ab dem Eintritt in die Unterlaufklinge in den Marbach-Waiblinger Täler der Waiblinger Bucht, alle Unter-Naturräume des Neckarbeckens. Der höchste Punkt liegt auf dem Gipfelplateau des Lembergs auf etwa 364 m ü. NHN. Am diesseitigen, nördlichen Hang des Berges steht der mit Abstand größte Waldanteil des Gebietes, kleinere Waldstücke auch inselhaft verteilt auf der Hochebene, hinzu kommt der Klingenwald am Unterlauf; insgesamt macht der nichtoffene Anteil weniger als 10 % der Einzugsgebietsfläche aus. Die nach Flächenanteil mit Abstand dominierende Hochebene wird meistenteils beackert, kleinere Teile von ihr sind von Obstwiesen bedeckt und etwas südöstlich von Marbach finden sich auch etwas Rebflächen in den Gewannen Hafneräcker und Drei Brunnen am rechten Hang kurz vor der Klinge.
Ein kleiner Gebietsanteil ganz im Osten gehört zur Gemeinde Affalterbach, weiter westlich ein größerer zur Gemeinde Erdmannhausen, der größte um den Mittel- und Unterlauf zur Stadt Marbach am Neckar. Ein kleiner Randstreifen im Süden verteilt sich auf zwei Stadtteilgemarkungen von Ludwigsburg.
Besiedelte Flächen im Einzugsgebiet sind der Nordrand des Dorfes Affalterbach; von Erdmannhausen ein südlicher Zwickel des Dorfes, der über die nördliche Wasserscheide herüberreicht, eine diesem nahe Aussiedlerhofgruppe sowie die zwei Aussiedlerhofgruppen der Lemberghöfe etwas linksseits des Laufes; von Marbach ein paar verstreute Gärtnereien im Außenbereich, eine Aussiedlerhofgruppe der Stadt links am Lauf, der Stadtteil Hörnle links der Klinge, diesem gegenüber die neuere Bebauung am Rand des zentralen Marbach südlich der Schillerhöhe sowie der Weiler Eichgraben, ein bloßer Straßenzug in der unteren Klinge. Außer diesen steht nur noch ein Teil des Gehöfts Makenhof in der Ludwigsburger Stadtteilgemarkung Neckarweihingen im baulichen Zusammenhang mit dem Hörnle auf dem linken Mündungssporn diesseits der Gesamtwasserscheide.
Reihum grenzen die Einzugsgebiet der folgenden Nachbargewässer an:
- Im Norden läuft die Talmulde des Strenzelbachs dem Eichgraben parallel, der das Stadtgebiet durchziehende, unterhalb in den Neckar mündende Bach selbst ist ganz oder fast ganz verdolt;
- jenseits der nordöstlichen Wasserscheide und ihr entlang zieht recht nahe die etwas weiter abwärts in den Neckar mündende untere Murr, die dort außer durch zwei kurze und wasserarme Klingen keine Zuflüsse von ihr her aufnimmt;
- im Südosten führen Strombach und Lembach nacheinander den Abfluss zur anderen Seite zum Zipfelbach, der nunmehr oberhalb des Eichgrabens bei Ludwigsburg-Poppenweiler den Neckar erreicht;
- im Südwesten liegen die Einzugsgebiete zweier kleiner Hangbäche zum Neckar in Poppenweiler und am Marbacher Kraftwerk.

### Zuflüsse und Seen
Hierarchische Liste der Zuflüsse und  Seen, jeweils von der Quelle zur Mündung. Gewässerlänge, Seefläche, Einzugsgebiet und Höhe nach den entsprechenden Layern auf der Onlinekarte der LUBW. Andere Quellen für die Angaben sind vermerkt.
Ursprung des Eichgrabens auf etwa 300 m ü. NHN als Feldweggraben etwas nördlich von Affalterbach und südlich des Mistbergs. Der Bach fließt von dort an längstenteils etwa westwärts.
- Weidwiesengraben, von links und Südosten auf etwa 267 m ü. NHN kurz vor dem nächsten, 0,8 km und ca. 0,4 km². Entspringt auf etwa 290 m ü. NHN am Nordosteck des Waldes um den Lemberg. Unbeständig.
- Gänsgraben, von rechts und Nordosten auf etwa 266 m ü. NHN südlich von Erdmannhausen an der L 1127 Affalterbach–Marbach kurz vor seinem Wechsel auf die andere Straßenseite, 0,4 km und ca. 0,7 km². Entsteht auf etwa 276 m ü. NHN. Unbeständig.
- Hinterer Weidwiesengraben, von links und Südosten auf 260,6 m ü. NHN[LUBW 7] nahe an Erdmannhausen-Lemberghöfe, ca. 1,4 km[LUBW 8] und ca. 1,0 km². Entsteht auf etwa 313 m ü. NHN am Lemberg im Reuthau nahe der Schießanlage.
- Tiefentalbach, von rechts und Norden auf 253,9 m ü. NHN[LUBW 7] nordwestlich der Lemberghöfe auf schon Marbacher Gemarkung, 1,3 km und ca. 1,0 km². Entsteht auf etwa 284 m ü. NHN westsüdwestlich von Erdmannhausen nahe der Gemarkungsgrenze zur Marbach. Unbeständig.
- Neubrunnenbach, von links und Südosten auf knapp 250 m ü. NHN, 0,7 km und ca. 1,0 km². Entsteht auf etwa 268 m ü. NHN westlich der Lemberghöfe und der Waldinsel Lohwiesen. Unbeständig.
- (Bach entlang der Dreibronnenstraße), von rechts und Ostnordosten auf etwa 230 m ü. NHN gegenüber den ersten Häusern von Marbach-Hörnle, ca. 0,4 km[LUBW 9] und ca. 0,3 km². Unbeständig.
  -  Entfließt auf etwa 255 m ü. NHN einem Teich am Abzweig der Dreibronnenstraße (K 1601) nach Hörnle von der K 1695 Marbach–Ludwigsburg-Poppenweiler, über 0,1 ha.
- Vogelgraben, rechts und Ostnordosten auf etwa 215 m ü. NHN unter den ersten Häusern des zentralen Marbach über dem rechten Hang, 1,6 km und ca. 0,9 km². Entsteht auf etwa 273 m ü. NHN an einer Gärtnerei östlich von Marbach noch auf der anderen Seite der K 1695 nach Poppenweiler. Unbeständig.

Mündung des Eichgrabens von rechts und zuletzt Südosten auf 190 m ü. NHN an einem Gewerbebau in der Flusstalaue beim Weiler Eichgraben von Marbach am Neckar in den mittleren Neckar. Der Eichgraben ist ca. 5,4 km lang und hat ein 10,2 km² großes Einzugsgebiet.

## Geologie
Die höchste mesozoische Schicht im Einzugsgebiet liegt auf dem kleinen Hochplateau des Lembergs und besteht aus heute zu großen Teilen in kleinen Brüchen abgebautem Schilfsandstein (Stuttgart-Formation). Unter diesem fällt der Berg im Gipskeuper (Grabfeld-Formation) ab auf die Hochebene zwischen unterer Murr und Neckar, eine Formation, die in einigen Inseln im übrigens Einzugsgebiet ebenfalls ansteht, am großflächigsten im Bereich der Obstbaumwiesen auf dem Hügelrücken der Reute zwischen Eichgraben und dem letzten rechten Zufluss Vogelgraben. Ebenfalls ist, jedenfalls im östlichen und mittleren Einzugsgebiet, in nur kleinen Inseln der Lettenkeuper (Erfurt-Formation) des Unterkeupers vertreten, ehe er westlich der K 1696 Marbach–Poppenweiler ab dem Weinberghang Hafneräcker rechts der Talsenke und der Klinge zum Neckar und nur durch das Tal des Vogelgrabens unterbrochen am rechten Hang ausstreicht. Der Obere Muschelkalk steht auf dem Talgrund ab der Erschließungsstraße des Stadtteils Hörnle an, der Bach gräbt sich in diesen hinein seine Unterlaufklinge und mündet auch in dessen Schichthöhe.
Die genannten älteren Schichten bedecken aber nur den kleineren Teil des Einzugsgebietes. Auf der Hochebene zwischen Lembergfuß und Klingenanfang ist vielmehr der größte Teil der Fläche mit jüngerem quartärem Gestein bedeckt. Überwiegend ist dies Lösssediment, in geringerem Maße auch lössführende Fließerde. Im Muldengrund nahe um den Lauf liegt früh, etwa ab dem Zulauf des Gänsgrabens, ein Band aus Schwemmland, analog in den Mulden der Zuflüsse.
Beidseits des Lembergs, an dessen Nordwesthang eine größere ehemalige Deponie verfüllt und aufgeforstet ist, ziehen aus dem Ostsüdosten vermutlich zwei Störungslinien bis ungefähr zum Lauf, die eine aus der Ortsmitte von Affalterbach bis etwa zum Zufluss des Gänsgrabens, die andere auf der Muldenlinie des Neubrunnenbachs.
Vor der Mündung des Vogelgrabens gibt es am rechten Hang alte, aufgelassene Muschelkalkbrüche mit bis zu 15 Meter hohen Abbauwänden, die als Geotop ausgewiesen sind.

## Natur und Schutzgebiete
Ein Feuchtgebiet am unteren Tiefentalbach, eines entlang dem Neubrunnenbach und ein drittes entlang dem Bach im kurzen Tal, indem die Straße nach Hörnle zum Eichgraben absteigt, sind unter Schutz stehende Naturdenkmale, daneben auch der Gehölzbestand unterhalb des Weinberghangs Hafneräcker bis zu dieser Straße sowie die ehemaligen Steinbrüche zusammen mit dem Hangwald rechts der Klinge. Der Nebenbachlauf entlang der genannten Straße ist recht naturnah. Vor allem am rechten Hang über dem weiter abwärts zulaufenden Vogelgraben gibt es einige Trockenmauern, was auf früheren Weinbau auch dort hindeutet.

### LUBW
Amtliche Online-Gewässerkarte mit passendem Ausschnitt und den hier benutzten Layern: Lauf und Einzugsgebiet des Eichgrabens

Allgemeiner Einstieg ohne Voreinstellungen und Layer: Daten- und Kartendienst der Landesanstalt für Umwelt Baden-Württemberg (LUBW) (Hinweise)
1. 1 2 3 4  Höhe nach dem Höhenlinienbild auf dem Hintergrundlayer Topographische Karte.
2. 1 2  Länge nach dem Layer Gewässernetz (AWGN), ergänzt um ein im Vergleich kurzes, auf der Gewässerkarte nicht berücksichtigtes Anfangsstück, das auf dem Hintergrundlayer Topographische Karte abgemessen wurde.
3. 1 2  Einzugsgebiet nach dem Layer Basiseinzugsgebiet (AWGN).
4. ↑  Länge nach dem Layer Gewässernetz (AWGN).
5. ↑  Seefläche nach dem Layer Stehende Gewässer.
6. ↑  Einzugsgebiet abgemessen auf dem Hintergrundlayer Topographische Karte.
7. 1 2  Höhe nach grauer Beschriftung auf dem Hintergrundlayer Topographische Karte.
8. ↑  Länge nach dem Layer Gewässernetz (AWGN), ergänzt um ein auf der Gewässerkarte nicht berücksichtigtes Anfangsstück, das mithilfe des Layers Geschützte Biotope abgemessen wurde.
9. ↑  Länge abgemessen auf dem Hintergrundlayer Topographische Karte.
10. ↑  Höhe nach schwarzer Beschriftung auf dem Hintergrundlayer Topographische Karte.
11. ↑  Steinbrüche und Geotop nach dem Layer Geschützte Biotope und Geotop.
12. ↑  Schutzgebiete nach den einschlägigen Layern, Natur teilweise nach dem Layer Geschützte Biotope.

### Andere Belege
1. 1 2  Alter Namensform Aichgraben  nach
  - Meßtischblatt 7021 Marbach von 1898 in der Deutschen Fotothek
  - Marbach. In: Christoph Friedrich von Stälin (Hrsg.): Beschreibung des Oberamts Marbach (= Die Württembergischen Oberamtsbeschreibungen 1824–1886. Band 48). H. Lindemann, Stuttgart 1866, S. 113–137, hier S. 123 (Volltext [Wikisource]).
2. ↑  Abfluss-BW - Daten und Karten
3. ↑  Friedrich Huttenlocher, Hansjörg Dongus: Geographische Landesaufnahme: Die naturräumlichen Einheiten auf Blatt 170 Stuttgart. Bundesanstalt für Landeskunde, Bad Godesberg 1949, überarbeitet 1967. → Online-Karte (PDF; 4,0 MB)
4. ↑  Geologie nach den Layern zu Geologische Karte 1:50.000 auf: Mapserver des Landesamtes für Geologie, Rohstoffe und Bergbau (LGRB) (Hinweise)